# Eirenis hakkariensis
Eirenis hakkariensis là một loài rắn trong họ Rắn nước. Loài này được Schmidtler & Eiselt mô tả khoa học đầu tiên năm 1991.